# خوانا من البرتغال
انفانتا خوانا من البرتغال (20 مارس 1439 – 12 ديسمبر 1475؛تلفظ برتغالي: ‎/ʒuˈɐnɐ/‏)  هي ملكة قشتالة وليون القرينة بزواجها إنريكي الرابع وهي ابنة دوارتي الأول ملك البرتغال وليونور من أراغون ولدت بعد ستة أشهر من وفاة والدها·

## ملكة قشتالة
تزوجت في 21 مايو 1455 في قرطبة بحيث تعتبر زوجة الثانية للملك إنريكي الرابع  انكر الملك في وقت سابق زوجته الأولى القرينة انفانتا بلانكا لاحقا بعد طلقها أصبحت "ملكة نافارا"؛ بعد ثلاثة عشر عاماً من الزواج فسخ الملك الزواج بسبب عدم انجاب أطفال، إنريكي وخوانا يتشاركون في نفس الأجداد من ناحية أمهاتهما فرناندو الأول ملك أراغون وليونور من ألبوركويركي (مما يجعلهم الأقارب من الدرجة الأولى) كما إنهما يشتركان في نفس الجد جون غونت، دوق لانكاستر الأول (جعلهما أبناء العم الثاني) في فبراير 1462 بعد ست سنوات من الزواج أنجبت خوانا لإنريكي له ابنة وسميت خوانا، بسبب السخرية منها أصبحت تدعى بـ لا بلترانيخا بسبب الشائعات على اعتبرها ابنة الدون بلتران دي لا كويفا، دوق ألبوركويركي الأول الذي يشتبه في أنه كان حبيب خوانا، وتم إطلاق هذه إدعياءات من قبل خوان باتشيكو، ماركيز بليانة بحيث كان أحد أصدقاء الملك المقربين، ولكنه تمرد عليه في ذلك الوقت بسبب ازدياد نفوذ بلتران دي لا كويفا على الملك، ولكن سحب هذا الاعتراف لاحقا، ومع ذلك أقرت الملكة إيزابيلا هذا الاعتراف لاحقاً.
إنريكي نفي خوانا وابنتهما لاحقا بعد الضغوطات عليه من قبل المتمردين في القصر الملكي بسيغوفيا وذهبت خوانا للعيش في كوكا بقلعة أسقف فونسيكا، وابنتها خوانا عند عائلة ميندوزا، وسرعان ما وقعت خوانا في الحب ابن شقيقة المطران بيدرو دي كاستيا وفونسيكا يعتبر في الأصل حفيد بيدرو ملك قشتالة شرعت معه في علاقة جنسية مما أدى إلى أن تحمل منه وأنجبت له اثنين من أبناء الغير شرعيين، أعلن إنريكي في وقت لاحق فسخ زواجها وبالتالي طلقها في 1468.
عند وفاة زوجها السابق في 1474، دافعت خوانا عن حق ابنتها لتحقيق في العرش، من خلال دعم شقيقها أفونسو الخامس ملك البرتغال وأيضا شهدت زواج ابنته من أخيه، لكنها توفيت بعد ذلك بوقت قصير بعد حملات أخوه في قشتالة، بعد نزلوهم في مدريد الموالية لهم ودفنت هناك في دير سان فرانسيسكو، بينما زوجها دفن في سانتا ماريا دي غوادالوبي في لا منتشا.
- شعار وهي كملكة
- شعار وهي كملكة أرملة